# 大坪乡 (天全县)
大坪乡，是中华人民共和国四川省雅安市天全县曾经下辖的一个乡。2019年12月，撤销大坪乡，将原大坪乡任家村所属行政区域划归城厢镇管辖，将原大坪乡大坪村、毛山村、大窝村、徐家村、瓦坪村所属行政区域划归始阳镇管辖。

## 行政区划
大坪乡撤销前下辖以下地区：
大坪村、毛山村、大窝村、徐家村、瓦坪村和任家村。